# Catherine La Voisin
Catherine Monvoisin, poznata kao "La Voisin" (o. 1640. – 22. veljače 1680.), francuska primalja, gatara, okultistkinja i trovačica, znamenita zbog tzv. Afere s otrovom (fr. affaire des poisons), koja se dogodila za vladavine francuskog kralja Luja XIV (1643.-1715.).

## Životopis
Rođena je kao Catherine Deshayes (udana Monvoisin). Njen suprug je bio neuspješni zlatar te se bavila hiromantijom i gatanjem kako bi zaradila. Uz to bavila se porodiljstvom i provođenjem abortusa te spravljanjem ljubavnih i otrovnih napitaka. S vremenom počela se baviti i vještičarenjem zajedno s bivšim opatom i okultistom Etienneom Guibourgom (o.1610.-1686.) s kojim je organizirala crne mise.
Uskoro je stekla bogatu klijentelu među pariškim damama iz visokog društva, što je i njoj samoj priskrbilo znatan imetak.
Bila je optužena da je zajedno s markizom de Montespan (1640.-1707.) pokušala otrovati kralja Luja XIV. i njegovu trenutnu ljubavnicu, Mademoiselle de Fontanges, nakon čega su joj pripisana i druga tobožnja ubojstva. Tijekom istrage i ispitivanja, priznala je kako je pravila otrovnu smjesu koja se sastojala od arsena, akonitina, velebilja i opijuma te je naposljetku bila osuđena zbog vračanja, izvođenja crnih misa i prakticiranja magije i bila javno mučena i spaljena na trgu u Parizu.